# Индульф
Индульф Агрессор (гэльск. Ildulb An Ionsaighthigh, англ. Indulf the Aggressor; погиб в 962) — король Альбы (Шотландии) (954—962), сын короля Константина II. Мать Индульфа была норвежкой, чем и объясняется его несвойственное для гэлов имя.

## Биография
Индульф стал королём Шотландии в 954 году, после гибели Малькольма I. В годы своего правления он воевал с англичанами и присоединил к своим владениям плодородные земли в Лотиане к северу от Пентлендса вместе с неким замком «Оппидум Эден», который историки обычно отождествляют с Эдинбургом, современной столицей Шотландии. Индульф воевал также с викингами. Он отбил их крупный набег на Бухан, но при отражении их нового набега в 962 году погиб в битве при Баудсе (около Инверкуллена).
Индульф, следуя примеру отца, собирался уйти в монастырь, но гибель помешала осуществить ему это желание.